# Associazione Calcio Carpi 1974-1975
Questa voce raccoglie le informazioni riguardanti l'Associazione Calcio Carpi nelle competizioni ufficiali della stagione 1974-1975.

## Stagione
Nella stagione 1974-75 il Carpi ha disputato il girone B del campionato di Serie C, con 22 punti in classifica si è piazzato in ultima posizione, retrocedendo in Serie D con Novese e Torres di Sassari. Il torneo è stato vinto con 53 punti dal Modena che è stato promosso in Serie B.
Dopo undici stagioni lascia Carpi Gianpietro Bonaretti, nuovo presidente Claudio Boni, proprietario del maglificio "Saffo". Si celebra il ritorno in Serie C con un'amichevole di lusso con l'Inter di mister Luisito Suarez, vinta 4-1 dai nerazzurri. La punta emergente Erasmo Iacovone, che con 12 reti ha contribuito alla promozione, viene ceduto al Mantova, a sostituirlo viene scelto Gianni Merighi ex Napoli. Sulla panchina torna una vecchia gloria carpigiana degli anni cinquanta, Dino Binacchi. 
In questa stagione gioca le ultime partite a difesa della porta del Carpi Claudio Pressich, che chiude con 329 gettoni di presenza; rimane recordman assoluto dei biancorossi. In campionato, dopo una partenza giudicata sottotono viene sollevato Binacchi e torna in panchina Evaristo Malavasi, che debutta con un rocambolesco successo a Sassari (0-1); anche per lui vi sarà un avvicendamento a dieci turni dal termine, sarà sostituito da Ciccio Guerrino Siligardi che quindi chiude il campionato. I biancorossi salutano il torneo con 22 sconfitte a fronte di 6 vittorie e l'ultimo posto in graduatoria. 
Nella Coppa Italia Semiprofessionisti il Carpi gioca il girone 8 vinto dal Piacenza, davanti allo stesso Carpi e al Modena. Piacenza e Modena in campionato hanno poi vinto i loro gironi e sono entrambe salite in Serie B.

## Rosa
| N. |                   | Ruolo | Calciatore        |
| -- | ----------------- | ----- | ----------------- |
|    | Italia (bandiera) | D     | Giuseppe Bacher   |
|    | Italia (bandiera) | A     | Loris Belluzzi    |
|    | Italia (bandiera) | P     | Franco Bompani    |
|    | Italia (bandiera) | D     | Walter Borelli    |
|    | Italia (bandiera) | D     | Roberto Bottura   |
|    | Italia (bandiera) | A     | Claudio Caliumi   |
|    | Italia (bandiera) | A     | Luigi Cantagalli  |
|    | Italia (bandiera) | C     | Aurelio Dotti     |
|    | Italia (bandiera) | A     | Corrado Epifano   |
|    | Italia (bandiera) | D     | Pasquale Fanesi   |
|    | Italia (bandiera) | A     | Sergio Fiata      |
|    | Italia (bandiera) | C     | Giorgio Forghieri |
|    | Italia (bandiera) | A     | Luciano Gallina   |
|    | Italia (bandiera) | C     | Giovanni Gavazzi  |
|    | Italia (bandiera) | D     | Alberto Ghizzoni  |

| N. |                   | Ruolo | Calciatore         |
| -- | ----------------- | ----- | ------------------ |
|    | Italia (bandiera) | C     | Silvano Gilli      |
|    | Italia (bandiera) | A     | Massimo Gori       |
|    | Italia (bandiera) | C     | Lamberto Grazioli  |
|    | Italia (bandiera) | P     | Bruno Grisendi     |
|    | Italia (bandiera) | C     | Giancarlo Magnani  |
|    | Italia (bandiera) | A     | Gianni Merighi     |
|    | Italia (bandiera) | D     | Paolo Pancaldi     |
|    | Italia (bandiera) | P     | Claudio Pressich   |
|    | Italia (bandiera) | C     | Adolfo Ruggeri     |
|    | Italia (bandiera) | D     | Lamberto Scalabrin |
|    | Italia (bandiera) | C     | Eros Sintini       |
|    | Italia (bandiera) | C     | Piero Tacconi      |
|    | Italia (bandiera) | D     | Sergio Vasini      |
|    | Italia (bandiera) | P     | Rosario Vitolo     |

## Risultati

### Serie C

#### Girone di andata
| San Giovanni Valdarno 15 settembre 1974 1ª giornata | Sangiovannese      | 0 – 0 | Carpi | Stadio Virgilio Fedini\| Arbitro: \| Selicorni (Milano) \| |
| Arbitro:                                            | Selicorni (Milano) |       |       |                                                            |

| Carpi 22 settembre 1974 2ª giornata | Carpi           | 0 – 0 | Lucchese | Stadio Sandro Cabassi\| Arbitro: \| Milan (Treviso) \| |
| Arbitro:                            | Milan (Treviso) |       |          |                                                        |

| Arbitro: | D'Astore (Lecce) |

|               |           |  |
| Santonico 15’ | Marcatori |  |

| Arbitro: | Simini (Torino) |

|  |           |                  |
|  | Marcatori | 18’, 85’ Vernisi |

| Arbitro: | Tonolini (Milano) |

|                  |           |  |
| Vasini 7’ (aut.) | Marcatori |  |

| Arbitro: | Stringaro (Udine) |

|                                   |           |                          |
| Sintini 19’, 73’ Gilli 88’ (rig.) | Marcatori | 44’ Frendo 59’ Giannotti |

| Arbitro: | Lazzaroni (Milano) |

|                    |           |  |
| Sintini 43’ (aut.) | Marcatori |  |

| Carpi 3 novembre 1974 8ª giornata | Carpi             | 0 – 0 | Empoli | Stadio Sandro Cabassi\| Arbitro: \| Mattei (Macerata) \| |
| Arbitro:                          | Mattei (Macerata) |       |        |                                                          |

| Arbitro: | Baldari (Roma) |

|  |           |             |
|  | Marcatori | 75’ Gallina |

| Arbitro: | Agate (Torino) |

|                  |           |  |
| Bergamo 56’, 75’ | Marcatori |  |

| Arbitro: | Ambrosio (Napoli) |

|                         |           |                |
| Gallina 37’ Ruggeri 70’ | Marcatori | 85’ Cracchiolo |

| Arbitro: | Prato (Lecce) |

|  |           |             |
|  | Marcatori | 17’ Borzoni |

| Arbitro: | Mondoni (Milano) |

|                                       |           |                  |
| Sena 16’ Berardi 21’ (rig.), 23’, 52’ | Marcatori | 28’ (rig.) Gilli |

| Carpi 15 dicembre 1974 14ª giornata | Carpi            | 0 – 0 | Teramo | Stadio Sandro Cabassi\| Arbitro: \| Rizza (Siracusa) \| |
| Arbitro:                            | Rizza (Siracusa) |       |        |                                                         |

| Arbitro: | Artico (Padova) |

|                          |           |              |
| Bosdaves 29’ Cannata 87’ | Marcatori | 90’ Belluzzi |

| Arbitro: | Parussini (Udine) |

|              |           |                                  |
| Belluzzi 20’ | Marcatori | 37’ Gori 44’ Frigerio 75’ Biloni |

| Arbitro: | Prestigiovanni (Trapani) |

|                                  |           |  |
| Rossi 30’ Bozza 31’ Cappotti 50’ | Marcatori |  |

| Arbitro: | Lo Bello (Siracusa) |

|              |           |               |
| Grazioli 77’ | Marcatori | 11’ Cherubini |

| Arbitro: | Tempio (Catania) |

|              |           |  |
| Ferrario 36’ | Marcatori |  |

#### Girone di ritorno
| Arbitro: | Paparesta (Bari) |

|  |           |                             |
|  | Marcatori | 32’ De Ponti 90’ Tognaccini |

| Arbitro: | Esposito (Torre Annunziata) |

|                                |           |              |
| Martelli 20’ Scarpa 78’ (rig.) | Marcatori | 68’ Belluzzi |

| Carpi 16 febbraio 1975 22ª giornata | Carpi              | 0 – 0 | Montevarchi | Stadio Sandro Cabassi\| Arbitro: \| Selicorni (Milano) \| |
| Arbitro:                            | Selicorni (Milano) |       |             |                                                           |

| Arbitro: | Migliore (Salerno) |

|                |           |  |
| Ciccotelli 44’ | Marcatori |  |

| Arbitro: | Marino (Taranto) |

|              |           |                                 |
| Grazioli 57’ | Marcatori | 43’ (aut.) Gavazzi 61’ Ragonesi |

| Arbitro: | Romanetti (Messina) |

|                                |           |  |
| Nosè 3’, 75’ Giannini 41’, 56’ | Marcatori |  |

| Arbitro: | Terpin (Trieste) |

|            |           |                |
| Merighi 7’ | Marcatori | 43’ De Carolis |

| Arbitro: | Prato (Lecce) |

|                               |           |              |
| Bonaldi 25’, 60’ Bressani 85’ | Marcatori | 37’ Belluzzi |

| Carpi 6 aprile 1975 28ª giornata | Carpi      | 0 – 0 | Torres | Stadio Sandro Cabassi\| Arbitro: \| Bei (Roma) \| |
| Arbitro:                         | Bei (Roma) |       |        |                                                   |

| Arbitro: | Lanzetti (Viterbo) |

|           |           |                    |
| Gilli 89’ | Marcatori | 32’ Ninni 34’ Piva |

| Arbitro: | Pieroni (Fabriano) |

|              |           |             |
| Graziani 55’ | Marcatori | 80’ Sintini |

| Arbitro: | Meneghetti (Verona) |

|                        |           |  |
| Neri 34’ Vinazzani 47’ | Marcatori |  |

| Arbitro: | Prestigiovanni (Trapani) |

|                           |           |                   |
| Sena 29’ Berardi 45’, 53’ | Marcatori | 55’ (aut.) Anelli |

| Arbitro: | Lanzafame (Taranto) |

|            |           |  |
| Chiodi 80’ | Marcatori |  |

| Arbitro: | Zacchetti (Milano) |

|                              |           |  |
| Gallina 28’, 66’ Ruggeri 45’ | Marcatori |  |

| Arbitro: | Simini (Torino) |

|            |           |                          |
| Biloni 53’ | Marcatori | 45’ Belluzzi 75’ Gallina |

| Arbitro: | Bronzino (Monza) |

|  |           |           |
|  | Marcatori | 74’ Bozza |

| Arbitro: | Pieroni (Fabriano) |

|            |           |             |
| Marini 55’ | Marcatori | 25’ Gallina |

| Arbitro: | Bitocchi (Tivoli) |

|             |           |  |
| Merighi 85’ | Marcatori |  |

### Coppa Italia Semiprofessionisti

#### Fase eliminatoria a gironi
| Modena 25 agosto 1974 1ª giornata | Modena            | 0 – 0 | Carpi | Stadio Alberto Braglia\| Arbitro: \| Casella (Voghera) \| |
| Arbitro:                          | Casella (Voghera) |       |       |                                                           |

| Arbitro: | Sfalcin (Milano) |

|                                   |           |                    |
| Cantagalli 4’ Righetti 20’ (aut.) | Marcatori | 52’ (rig.) Zanolla |

| 1º settembre 1974 3ª giornata |  | – Turno di riposo CARPI |  |  |

| Carpi 4 settembre 1974 4ª giornata | Carpi             | 0 – 0 | Modena | Stadio Sandro Cabassi\| Arbitro: \| Mattei (Macerata) \| |
| Arbitro:                           | Mattei (Macerata) |       |        |                                                          |

| Arbitro: | Redini (Pisa) |

|                    |           |  |
| Zanolla 80’ (rig.) | Marcatori |  |

| 11 settembre 1974 6ª giornata |  | – Turno di riposo CARPI |  |  |